# 韩国公务员延坪岛海域遭枪杀事件
韩国公务员延坪岛海域遭枪杀事件（韩语：／）發生於2020年9月21日朝鲜民主主义人民共和国與大韩民国交界延坪岛海域，韓國公務員遭朝方射殺。事件發生主要是因為一位韩国海洋水产部47岁公务员李大俊在延坪岛西部海域游入北韩海域后，遭朝鲜人民军士兵射杀並在之後將其焚屍遺棄。此次事件是继2008年7月朝方誤槍擊韓國平民後，第二起槍殺韓國平民的事件，韓朝雙方領導人在此次事件後一致對韓國民眾表達歉意。

## 事件背景
韓朝雙方的通訊管道自2020年6月9日遭到朝方全面切斷，隨後在同月16日發生南北共同聯絡事務所炸毀事件，韓國統一部部長金鍊鐵在翌日請辭，為韩朝关系惡化負責。而隨著2019冠狀病毒病的疫情不斷延續，朝鮮政府在8月表示，海岸地区的紧急防疫机关将进一步加强对海边及其周边的防疫监测、增设海岸监测站，并按照防疫规定收回、焚烧和埋没冲到海岸的垃圾，並表示政府在防疫方面將采取强有力的措施，以全面关闭和封锁国境、分界线和海岸线，进一步深化从根源上消除异常现象的工作。駐韓美軍司令官羅伯特·艾布蘭於9月10日在战略与国际研究中心的線上會議亦指出，朝鮮政府在中朝边界約1至2公里處新設緩衝區，設立特種部隊並傳達射殺命令。此次事件發生後，南韓官員認為，北韓是為了防疫才這麼做，可能是偶發事故，英國廣播公司駐首爾記者蘿拉比克表示除了朝鮮展現防疫態度外，另一個原因則是朝鮮即將迎來朝鮮勞動黨建黨75年而舉辦的大規模閱兵式，而海上界限線出現可疑南韓人士，可能升高巡守士兵的警戒。

## 事件過程
2020年9月21日，一名韓國籍公務員李大俊在韓國西部海域最北端的小延坪島附近值勤時失蹤，並在當日下午3時30分左右被北韓水產事業所的船隻發現。韓國海岸警衛隊當天接獲消息後，隨即派出20艘搜救船與直升機展開海空搜救，但未有所獲。韓國國防部稱，初步確認該名公務員是為了投靠朝鮮，途中從船上跳海，卻遭到北韓警戒兵遠距離射擊當場身亡，事後遺體遭朝鮮運走並火葬，韓國軍方指當時在延坪島觀測到的朝鮮海域出現火光，確認朝鮮焚燒屍體的情況。對此，朝方稱此人身穿救生衣，依靠漂浮物進入朝鮮領海，但未回答軍方確認其身份的問話，先放了兩聲空槍，後根據海上警戒執勤行動準則，向其射擊十餘發子彈，並表示焚燒的並非男子的遺體，而是承載他的漂浮物。
事件發生後，韩国国防部公布了该事件細節并谴责了朝鮮的行為違反《板門店宣言》，更是“野蛮行径”。對此，朝鲜方面以朝鮮勞動黨統一戰線部傳達通知，指韓朝雙方對事件有所出入，並称韩方在未要求朝方解释执法过程的情况下，就“单方面”地公布了对事件经过的推测，采用了“野蛮行径”等带有对立色彩的激烈措辞，对此朝方“不禁表示强烈遗憾”。韓國國防部在9月24日向韩国国会国防委员会与情报委员会進行非公開匯報時表示，朝鲜海军司令部或接到有关韩国公民漂流至朝鲜海域的报告，而韩军亦有捕捉到朝鲜发现受害人后进行搜救活动的迹象，但谁下达射杀命令尚不可知，韩国国会国防委员会与情报委员会的消息亦指出，在事發當日下午3時30分左右，受害人船隻被朝軍發現後便開始對朝軍的船隻進行監聽，直到朝軍在下午9時下達射殺命令後，情勢變得緊張。
9月25日韓國海洋警察廳出動4艘500噸級艦艇、3艘300噸級艦艇、6艘小型艦艇和2架飛機，海軍則出動16艘艦艇和4架飛機展開搜查。韓國國家安全保障會議事務處長徐柱錫在9月27日的記者會上表示，韓國政府在9月27日正式請求與朝鮮共同調查事件，並希望雙方以開放的姿態共同查明事實。同日，朝鮮中央通訊社則發布「警告南朝鮮當局」一文稱，朝鮮不會過問韓方在己方領海進行何種搜索行動，但不會對侵犯北韓領海的做法袖手旁觀。韓國海洋警察廳則否认进入朝方海域，指搜查行為僅侷限於北方界線以南海面。

## 事件影響與反應
此次事件是自2008年7月韩国女子朴旺子在朝鲜金刚山特区旅游时，疑因误入朝方军事禁区而被枪击身亡后，第二次槍殺韓國平民的事件，此次事件亦進一步加劇了朝韓之間的緊張關係。至於朝方是否違反2018年9月19日簽署的《平壤共同宣言》，韓國國防部稱只適用於炮擊而不適用於射擊，引起韓國社會撻伐，報導指出，韓國政府在9月23日便多次透過聯合國軍等多個管道向朝方接觸，但未獲得回應，因此對於事件後朝方未主動通報，韓國政府僅回應將研議是否有牴觸相關宣言的精神。

### 韓朝雙方領導人道歉
事件發生後，朝鮮领导人金正恩在9月25日此事件向韩国总统文在寅表达歉意，指出「對於在我方水域發生這種對韓朝關係毫無益處的事件，我們向貴方表達歉意」，僅承認槍殺，但否認焚屍，並透過朝鮮勞動黨統一戰線部，就事件向韓國人民致歉。3天後，韓國總統文在寅主持青瓦台幕僚會議時，指雖然韓朝處於分裂狀態，事件也不應發生，並稱無論受害人當初如何到達朝鮮水域，他也向其家屬深表哀悼和慰問，文在寅亦在10月6日向受害人的孩子撰寫親筆信表示自己“也很心痛”。

### 事後究責
《朝鮮日報》在9月24日指出，死者的哥哥致電該報指出南韓政府與軍隊並未就此事正式通知家屬，並表示韓國政府所稱死者企圖越北的指控是抹黑，指出弟弟被射殺的位置和失蹤地點約38公里，期間漂流了30多個小時，質疑「難道他明知道自己會耗盡力量也要游去朝鮮嗎？」，並要求韓國政府應該對此提出詳細明確的說明。失蹤公務員的同事也都說，未曾發現他有可能投奔北韓的跡象。就死者是否有越北行為疑慮，韓聯社的報導指出，韓方掌握的證據是通過監聽朝鮮的通訊內容所獲取的諜報，韓國國家情報院雖未能夠就此完全進行判斷，但根據韓國與美國之間所透過各種途徑所取得的情報顯示，相關論點已經被定調。
聯合國人權事務高級專員辦事處发言人拉维纳·沙姆达萨尼在10月1日表示，聯合國人權事務高級專員辦事處敦促南北韩立即对韩国公务员被射杀事件展开公正调查，双方应查明真相，确认该事件是否为违反生命权规定、任意剥夺他人生命的事件。死者的哥哥於10月6日向联合国驻首尔人权办事处提交申请，要求调查其弟弟死亡经过等真相。韓國統一部長李仁榮則在10月23日表示，朝鮮政府曾表示一旦發現該公務員的遺體會將其送回，韓國政府方面也絕不放棄繼續尋找遺體。联合国北韩人权问题特别报告员托马斯·奥赫亚·金塔纳在10月23日出席联合国大会第三委员会視訊会议，稱朝鮮射杀韩国公务员違反《國際人權法》，并敦促朝鲜政府立即停止用槍擊禁止入境的2019冠狀病毒病防控对策。韓國常駐聯合國代表處副代表吳賢珠表示：“希望朝鮮能響應我們提出的徹底進行聯合調查的要求”，並指出“為了磋商相關事宜，韓朝軍隊通信線路也應該恢復”。
朝鮮中央通訊社的報導則指出，這次事件的首要責任在於南韓一方，是南韓在2019冠狀病毒病肆虐時期，未能在相關海域管控好自己人民，才導致此次事件發生，並指北韓方面不知該名南韓居民進入北韓水域的原因。联合国北韩人权问题特别报告员托马斯·奥赫亚·金塔纳隨後於11月就此事件向韩国政府发送信函，敦促公开北韩军射杀韩国公务员事件的有关信息。韓國政府則在2021年1月15日回函，表示韓國政府已通過多種渠道向被朝方射殺的公務員遺屬提供相關資訊，並表示為了防止類似事件再次發生正在修改處置規程，重點放在通過通信網路要求朝鮮配合相關案件的調查，而有韓國政府官員透露，韓國政府在南北共同聯絡事務所自2021年10月恢復通訊後，並沒有向朝鮮政府發送詢問有關此次事件的電文。

### 重啟調查
國家安保室在2022年6月14日表示，就此事件的後續會以「不損害國家重大利益」的前提下迅速公開更多的訊息，隨後，韓國總統室在6月16日表示文在寅政府未曾切實回應兩年前遭朝軍槍殺公務員的遺屬所提出的查明真相要求。海洋警察廳在同日召開記者會表示，事件受害人並沒有「越北」意圖，時隔一年兩個月後推翻了前次的調查報告結論，海洋警察廳廳長鄭奉勛就此次調查結果致歉。翌日，韓國監查院表示，就此次事件對海洋警察廳和國防部兩大政府部門啟動監查，海警廳廳長鄭奉勳在16日當天就事件調查引發一系列爭議引咎辭職，另有海警8名幹部也表明辭意，對此，韓國總統室在同月24日決定慰留集體請辭，並表示雖理解其立場但監查院等單位正在對相關部門進行調查，相關人員的辭呈將被退回。前國家安保室室長徐薰就此次事件重啟調查表示，他將積極配合有關部門查明真相，毫無逃避調查之意。
韓國國防部在6月16日發表公告，指出“当时在发布的消息中推测被杀害的公务员试图主动投朝，混淆了国民的视线，同时出于安保上的原因，未能公开更多事实情况，对此深感遗憾”，國防部副發言人文洪植在6月20日的例行記者會表示，國防部和軍方理應服從根據法律法規作出的決定，具體的資訊公開範圍和內容屆時或將進一步協商，並在翌日指出，雖然對事件當事人“主動投朝”的判斷被推翻，但並未獲得能證明其沒有投朝意圖的新證據。韓國總統尹錫悅就是否繞過國會公布「特殊情報」表示，要求公開的主張本身很難被接受，並以此否定了要求公開情報的主張，因爲要承受不利於安全保障和美國反對的巨大負擔，而韓國總統檔案館則在23日以“无法确认相关档案是否存在”为由未回应遗属公开相关总统档案的要求。
8月，韓國檢方扣押搜查韓总统档案馆，9月传唤了前统一部长官金炼铁、前国情院第3次长金俊焕、前青瓦台国家安保室第1次长金有根进行了调查，10月传唤前总统秘书室长卢英敏进行了调查。同月，徐旭遭到逮捕。检方怀疑时任国防部长官徐旭按照徐薰指示，下令删除与李大俊案相关的监听情报等军事机密。徐旭被捕的17天后交保获释。12月3日，徐薰被捕，9日遭到起诉。检方指控文在寅政府在证据不充分情况下认定李大俊自愿越境投朝，而徐薰涉嫌下令删除相关文件以掩盖李大俊遭枪杀一事。徐薰否认指控，称文在寅政府当时得出李大俊投朝结论，是在有限时间内根据情报做出的判断。12月13日，卢英敏再度接受詢問。12月14日，韩国前国家情报院院长朴智元到首尔中央地方检察厅接受讯问。朴智元表示自己从未接到文在寅或徐薰要求删除资料的任何指示，并重申自己任国情院院长期间也从未指示职员删除资料。